# Invisibles, el corto
Invisibles es un cortometraje de ficción basado en hechos reales dirigido por Xavier Cruzado, en el año 2010. Finalizada la posproducción en el 2011, está siendo presentada en diversos festivales especializados, entre los que se encuentra Sundance 2012.

## Argumento
Ajani es sólo uno más entre los miles de niños huérfanos y olvidados que cada día mueren por culpa de la codicia y la indiferencia de un Primer Mundo que no tiene tiempo de pensar en ellos. En plena crisis de fe, un sacerdote y médico cooperante decide cambiar las cosas y tomar cartas en el asunto. Su primer objetivo, Helena Gabarró, una brillante y ambiciosa abogada con la que forzará un tenso y dramático encuentro cargado de intriga en el que jugará con sus debilidades hasta el límite.